# Ophthalmolampis oyampi
Ophthalmolampis oyampi är en insektsart som beskrevs av Marius Descamps 1977. Ophthalmolampis oyampi ingår i släktet Ophthalmolampis och familjen Romaleidae. Inga underarter finns listade i Catalogue of Life.